# Gabriela Maria Schmeide
Gabriela Maria Schmeide (n. 10 iulie 1965, Bautzen) este o actriță germană de origine sorbă.

## Date biografice
Gabriela Maria Schmeide provine dintr-o familie sorbă din Bautzen. După absolvirea bacalaureatului în RDG dorea să studieze medicină, a fost însă respinsă pe motivul că tatăl a fugit în RFG. A fost însă admis să lucreze ca sufloare la Teatrul poporului germano-sorb din Bautzen. Între anii 1987 - 1991 a studiat dramaturgia la școala superioară de artă „Ernst Busch“ din Berlin.
După terminarea studiului este angajată în 1992 la Ansamblul de teatru din Berlin și este distinsă ca tânăra speranță a anului, de revista "Theater heute". Din 1994 este membră a Ansamblului de teatru din Bremen. Iar din anul 2000 poate fi văzută în numeroase filme cinema și pentru televiziune, primind mai multe distincții printre care Premiul Adolf Grimme.

## Filmografie
- 2000: Die Polizistin (Regie: Andreas Dresen)
- 2001: Nicht ohne dich (Regie: Diethard Klante)
- 2001: Mein erstes Wunder (Regie: Anne Wild)
- 2001: Große Mädchen weinen nicht (Regie: Maria von Heland)
- 2002: Halbe Treppe (Regie: Andreas Dresen)
- 2002: Der Aufstand (TV) (Regie: Hans-Christoph Blumenberg)
- 2003: Tatort Bremen – Die Liebe der Schlachter (TV) (Regie: Thomas Jauch)
- 2003: Leben wäre schön (Regie: Kai Wessel)
- 2004–2005: Kanzleramt (TV) (Regie: Hans-Christoph Blumenberg)
- 2004: Tatort Köln – Erfroren (TV) (Regie: Züli Aldag)
- 2004: Liebe Amelie (TV) (Regie: Maris Pfeiffer)
- 2004: Das Zimmermädchen (Regie: Matthias Tiefenbach)
- 2004: Von Mann zu Mann (Regie: Thorsten Näter)
- 2004: Am Tag als Bobby Ewing starb (Regie: Lars Jessen)
- 2005: Der letzte Zeuge (1 episod) (TV) (Regie: Bernhard Stephan)
- 2005: Dresden (TV) (Regie: Roland Suso Richter)
- 2005: Blaumänner (1 episod) (Regie: Guido Peters)
- 2005: Elbe (Regie: Marco Mittelstaedt)
- 2005: Tatort Leipzig – Sonnenfinsternis (TV) (Regie: Dieter Berner)
- 2005: Die Wolke (Regie: Gregor Schnitzler)
- 2005: Stella und der Stern des Orients (Regie: Almut Getto)
- 2006: Bella Block (Regie: Christian von Castellberg)
- 2006: Der Dicke (Regie: Lars Jessen)
- 2007: Die Flucht (TV) (Regie: Kai Wessel)
- 2007: Krauses Fest (TV) (Regie: Bernd Böhlich)
- 2007: Guter Junge (TV) (Regie: Thorsten C. Fischer)
- 2008: Patchwork (TV) (Regie: Franziska Buch)
- 2008: Die Drachen besiegen (TV) (Regie: Franziska Buch)
- 2009: Das weiße Band – Eine deutsche Kindergeschichte (Regie: Michael Haneke)
- 2010: Die Friseuse (Regie: Doris Dörrie)
- 2010: Henri 4 (Regie: Jo Baier)